# 남성현초등학교
남성현초등학교는 대한민국 경상북도 청도군에 있는 초등학교다.

## 학교 연혁
- 1943.05.28 남성현국민학교 설립 인가
- 1943.06.19 개교(1학년 70명 입학)
- 1946.09.01 6학급 설립인가
- 1985.03.09 병설 유치원 개원
- 1992.03.01 군지정 과학교육 시범학교
- 1993.03.01 급식학교 지정
- 1995.03.01 군지정 영어교육 시범학교
- 1996.03.01 군지정 인성교육 시범학교
- 2002.03.01 군지정 인성교육 시범학교
- 2003.03.01 산림청 지정 학교 숲 가꾸기 시범 학교
- 2004.03.01 도지정 학교숲 가꾸기 시범 학교
- 2008.09.01 도지정 학교숲 가꾸기 시범 학교
- 2014.09.01 제33대 김진학 교장선생님 부임
- 2015.02.13 제67회 졸업식(총2,934명)